# Улица Сергея Колоса
Улица Сергея Колоса (укр. Вулиця Сергія Колоса) — улица в Соломенском районе города Киева, исторически сложившаяся местность Жуляны. Пролегает от улицы Михаила Максимовича до Кольцевой дороги.
Примыкает Ханны Арендт, Григория Гуляницкого, переулок Павла Ли (Московский), Учительская, Морских Пехотинцев (Мичурина), Стадионная, Луговая, Украинских повстанцев (Героев войны), Набережная, Шевченко, Садовая, Скифская, Киевская.

## История
После октября 1917 года получила название улица Ленина — в честь российского революционера, советского политического и государственного деятеля Владимира Ильича Ленина.
Кроме того в Киеве было (ныне переименованы) несколько улиц Ленина в бывших сёлах или посёлках, вошедших в состав города — в Бортничах (улица Евгения Харченко) и Троещине (Радосинская улица).
19 февраля 2016 года улица получила современное название — в честь советского украинского искусствоведа Сергея Григорьевича Колоса, согласно Решению исполнительного комитета Киевского городского Совета депутатов трудящихся № 125/1 «Про переименование бульвара, улиц, площади и переулков в городе Киеве» («Про перейменування бульвару, вулиць, площі та провулків у місті Києві»).

## Застройка
Является основной улицей исторической местности Жуляны. Улица пролегает в северо-западном направлении, после примыкания улицы Украинских повстанцев (Героев войны) — юго-западном, далее (между двумя проездами Набережной улицы) по мосту пересекает реку Нивка (Борщаговка). Парная и непарная стороны улицы заняты усадебной застройкой.
Учреждения:
1. дом № 48 — школа № 279
2. дом № 167 — детсад № 211